# André de Walque
Jhr. André Georges Jules Jean Marie Joseph de Walque (Sint-Pieters-Woluwe, 15 oktober 1912 - Schaarbeek, 5 mei 2006) was een Belgisch advocaat en genealoog.

## Biografie

### Familie
Jhr. André de Walque was een zoon van jhr. Félix de Walque en Eugénie van den Hove d'Ertsenryck. Zijn grootvader François de Walque, hoogleraar industriële scheikunde aan de Katholieke Universiteit Leuven, werd in 1921 in de erfelijke adel opgenomen.
Hij trouwde in 1937 in Haaltert met Madeleine de Sadeleer (1914-1998), dochter van baron Paul de Sadeleer, advocaat bij het hof van beroep in Brussel, burgemeester van Haaltert en provincieraadslid van Oost-Vlaanderen, en kleindochter van Louis De Sadeleer en Alexandre Braun en achterkleindochter van Emile Van Hoorde en Thomas Braun. Ze kregen drie zoons en drie dochters, met afstammelingen tot heden.

### Loopbaan
De Walque promoveerde tot doctor in de rechten en werd beroepshalve advocaat bij het hof van beroep in Brussel. Hij was ook rechter in ondernemingszaken in de handelsrechtbank in Nijvel en voorzitter van de Werkrechtsraad in Waver.
Hij was een gedreven genealoog. Hij stelde dossiers samen rond meer dan 2.400 (adellijke) familienamen. Hij was onder andere:
- voorzitter van de Office généalogique et héraldique de Belgique,
- schatbewaarder van de vzw Les Descendants des Membres du Congrès national de Belgique.